# Grå solfågel
Grå solfågel (Cyanomitra veroxii) är en fågel i familjen solfåglar inom ordningen tättingar.

## Utseende och läte
Grå solfågel är en stor och grå solfågel med en lång, nedåtböjd näbb. Vingar och stjärt är svartaktiga. Undersidan är ljusare än ryggen. Vid skuldran syns ibland en röd fjädertofs, men denna hålls vanligen dold. Mest distinkta lätet består av en kort serie med "chyep", vanligen stigande och sedan fallande. 

## Utbredning och systematik
Grå solfågel delas upp i tre underarter med följande utbredning:
- C. v. fischeri – södra Somalia till östra Kenya, Tanzania, Moçambique och norra KwaZulu-Natal i Sydafrika
- C. v. zanzibarica – Zanzibar
- C. v. veroxii – östra KwaZulu-Natal till Östra Kapprovinsen i Sydafrika

## Levnadssätt
Grå solfågel hittas i skogar, mangroveträsk och buskmarker i lågliggande områden. Den påträffas oftast nära kusten.

## Status
Arten har ett stort utbredningsområde och beståndet anses vara stabilt. Internationella naturvårdsunionen IUCN listar den därför som livskraftig (LC).